# Haploscelis atratus
Haploscelis atratus is een keversoort uit de familie zwamkevers (Endomychidae). De wetenschappelijke naam van de soort werd in 1832 gepubliceerd door Johann Christoph Friedrich Klug.